# Zwarte troepiaal
De zwarte troepiaal (Euphagus carolinus) is een zangvogel uit de familie Icteridae (troepialen).

## Verspreiding en leefgebied
Deze soort telt 2 ondersoorten:
- E. c. carolinus: van Alaska en noordelijk Canada tot Labrador (oostelijk Canada) en de noordoostelijke Verenigde Staten.
- E. c. nigrans: zuidoostelijk Canada.